# Itapúa Poty
Itapúa Poty è un centro abitato del Paraguay, nel dipartimento di Itapúa. La località, che dista 120 km dal capoluogo dipartimentale Encarnación, forma uno dei 30 distretti in cui è suddiviso il dipartimento.

## Popolazione
Al censimento del 2002 Capitán Miranda contava una popolazione urbana di 601 abitanti (14.642 nel distretto), secondo i dati della Dirección General de Estadística, Encuestas y Censos.

## Storia
Itapúa Poty è stata elevata al rango di distretto il 6 agosto 1996.

## Caratteristiche
Le principali attività economiche sono l'agricoltura e l'allevamento. All'interno del territorio del distretto è presente il Salto Poty, una cascata di 30 m formata dal fiume Tebicuary.